# Berlinska stolnica
Berlinska stolnica (nemško Berliner Dom), znana tudi kot Evangeličanska vrhovna župnija in kolegiat, je monumentalna nemška protestantska cerkev in dinastična grobnica (Hohenzollerji) na Muzejskem otoku v središču Berlina. Ker je bila grajska kapela za Berlinsko palačo, je cerkev od 15. stoletja služila več stavb. Sedanja kolegijska cerkev je bila zgrajena od leta 1894 do 1905 po naročilu cesarja Viljema II. po načrtih Julija Raschdorffa v neorenesančnem in neobaročnem slogu. Omenjena stavba je največja protestantska cerkev v Nemčiji in ena najpomembnejših dinastičnih grobnic v Evropi. Poleg cerkvenih obredov se stolnica uporablja za državne slovesnosti, koncerte in druge dogodke.
Odkar so vzhodnonemške oblasti leta 1975 porušile del spominske cerkve (Denkmalskirche) na severni strani, je Berlinska stolnica sestavljena iz velike pridigarske cerkve (Predigtkirche) v središču ter manjše krstne in zakonske cerkve (Tauf- und Traukirche) na južni strani in kripto Hohenzollernov (Hohenzollerngruft), ki pokriva skoraj celotno klet. Prvotna notranjost stolnice, ki je bila poškodovana med zavezniškim bombardiranjem v drugi svetovni vojni, je bila obnovljena do leta 2002. Trenutno potekajo razprave o obnovi tudi zgodovinske zunanjosti.

## Terminologija
Berlinska stolnica je skupno ime za vrhovno župnijsko in kolegialno cerkev (nemško Oberpfarr- und Domkirche zu Berlin) v Berlinu, Nemčija.
Je župnijska cerkev kongregacije Gemeinde der Oberpfarr- und Domkirche zu Berlin, članice krovne organizacije Evangeličanske cerkve Berlin-Brandenburg-Šlezija Zgornje Lužice. Izraz Dom označuje kolegialno cerkev (enakovredno italijanskemu duomo ali angleškemu Minster); ker pa je večina stolnic tudi kolegijskih cerkva, je izraz Dom postal skupen izraz za stolnico v nemščini, čeprav nista sinonima. Berlinska stolnica nikoli ni bila stolnica v dejanskem pomenu tega izraza, saj nikoli ni bila sedež škofa. Škof Evangeličanske cerkve v Berlinu-Brandenburg (pod tem imenom 1945–2003) ima sedež v cerkvi sv. Marije in spominski cerkvi cesarja Viljema v Berlinu.

## Zgodovina
Berlinska stolnica ima dolgo zgodovino, ki se je začela kot rimskokatoliški bogoslužni kraj v 15. stoletju.

### Ustanovitev kolegialne cerkve v Berlinu (1451–1536)
Zgodovina današnje vrhovne župnijske in kolegijske cerkve ter njene skupnosti sega v leto 1451. Tega leta se je volilni knez Friderik II. Brandenburški preselil v novozgrajeno Mestno palačo, v kateri je bila tudi katoliška kapela. Leta 1454 je Friderik II., potem ko se je prek Rima vrnil z romanja v Jeruzalem, kapelo povzdignil v župnijsko cerkev in jo bogato obdaril z relikvijami in oltarji. Papež Nikolaj V. je ukazal Stephanu Bodeckerju, takratnemu knezoškofu Brandenburga, naj kapelo posveti Erazmu Formijskemu.
Dne 7. aprila 1465 – na zahtevo Friderika II. – je papež Pavel II. kapeli sv. Erazma pripisal kanonskopravno fakulteto z imenom Stift zu Ehren Unserer Lieben Frauen, des heiligen Kreuzes, St. Petri und Pauli, St. Erasmi und St. Nicolai, posvečeno Marije iz Nazareta, svetega križa, Simona Petra, Pavla iz Tarza, Erazma iz Formija in Nikolaja iz Mire. Kolegijska cerkev je cerkev, obdarjena s prihodki in dohodki, da bi zagotovila številne kanonike, ki se v kanonskem pravu imenujejo kolegij, s prebendami. V tem pogledu je kolegijska cerkev podobna stolnici, zato je v pogovorni nemščini izraz stolnični kolegij (Domstift) postal sinekdoha, ki se uporablja – pars pro toto – za vse visoke šole kanonskega prava. Tako je kolegij kapele sv. Erazma, po nemško imenovan Domstift, podelil pripadajoči cerkvi njeno pogovorno ime Domkirche (stolna cerkev). Friderik II. je kolegiju priskrbel posestva, ki so zadostovala za oskrbo osmih kanoniških prebendarjev. Dne 20. januarja 1469 je Dietrich IV., tedanji knezoškof Brandenburga, imenoval osem duhovnikov, ki jih je izbral Friderik II. za kolegialne kanonike s prebendo.

### Kolegialna cerkev v nekdanji cerkvi črnih bratov sv. Pavla južno od palače (1536–1747)
Leta 1535 je volilni knez Joachim II. Hektor dosegel soglasje papeža Pavla III., da zapre leta 1297 ustanovljeni dominikanski samostan (črni bratje), ki je bil južni sosed palače, da pridobi pripadajočo samostansko cerkev sv. Pavla, zgrajeno ok. leta 1345. 28. maja 1536 se je večina črnih bratov preselila v dominikanski samostan v Brandenburgu na Havlu. Joahim II. Hektor je tako prazno, triladijsko cerkveno stavbo dodelil kolegialni cerkvi Marije, svetega Križa, sv. Petra, Pavla, Erazma in Nikolaja ter razširil kolegij na 12 prebendarjev, dva izmed njih pa podelil kanonikoma, prevzetima iz dominikanskega samostana.
Leta 1538 je bila kolegiatu prizidana nova zahodna fasada z dvema stolpoma, ki – zaradi prejšnjega statusa beraške cerkve – prej ni imela stolpa. V naslednjem letu se je Joachim II. Hector spreobrnil iz katolicizma v luteranstvo, kot so to storili mnogi njegovi podaniki prej. Tudi kolegijska cerkev je tako postala luteranska, tako kot večina volilnih podložkov in vse cerkve v volilnem domu. Vendar pa so se zamisli Joahima II. Hektorja o reformaciji razlikovale od sodobnih. Po spreobrnitvi je kolegijsko cerkev obogatil z razkošno opremo, kot so paramenti, monštrance, relikvije, ornati, preproge in antependiji. Od leta 1545 dalje je volilna rodbina Hohenzollern uporabljala cerkveno stavbo za svoj grob.
Leta 1608, v letu svojega pristopa na prestol, je volilni knez Ivan Sigismund, takrat kriptokalvinist, razpustil kolegij in cerkev se je preimenovala v vrhovno župnijsko cerkev Svete Trojice v Cöllnu. Leta 1613 je Ivan Sigismund javno izpovedal svojo kalvinistično vero (v Nemčiji običajno imenovano reformirana cerkev), vendar se je odpovedal privilegiju, da isto zahteva od svojih podanikov (Cuius regio, eius religio, je latinski izraz, ki dobesedno pomeni "čigavo kraljestvo, njihova vera" - kar pomeni, da je vera vladarja narekovala vero tistih, ki so jim vladali). Tako so se on in njegova družina, razen njegove neomajne luteranske žene Ane, spreobrnili, medtem ko je večina njegovih podanikov ostala luteranov. Medtem ko so druge cerkve v Berlinu, ki so bile pod jurisdikcijo luteranskega mestnega sveta, ostale luteranske, je vrhovna župnijska cerkev Svete Trojice, hišna cerkev Hohenzollernov, postala prva in do leta 1695 edina kalvinistična cerkev v Berlinu, ki je od leta 1632 služila kot cerkev sv. župnija za vse kalviniste v mestu.] Ker je bila zdaj kalvinistična cerkev, se je zavetništvo Svete Trojice vse bolj izpuščalo.
Leta 1667 so podrli dotrajano dvostolpno fasado in leta 1717 Martin Böhme postavil novo neobaročno fasado z dvema stolpoma. S 1. januarjem 1710 je bil Cölln združen z Berlinom pod zadnjim imenom. Leta 1747 je bila vrhovna župnijska cerkev popolnoma porušena, da bi sprostili prostor za neobaročno razširitev Berlinske palače.
- Vrhovna župnijska cerkev z dvostolpno fasado iz leta 1538 s severnimi sosednjimi deli Berlinske palače. Miniatura, prikazana v sedanji cerkveni stavbi.
- Pogled na notranjščino vrhovne župnijske cerkve leta 1705 (edina znana grafika s tem pogledom)
- Vrhovna župnijska cerkev leta 1736 z novimi stolpi

### Vrhovna župnijska cerkev v novi stavbi severno od dvora (1750–1893)
Ker je zidana cerkev v naslednjih stoletjih dotrajala, je dal Friderik II. Pruski med letoma 1747 in 1750 zgraditi novo baročno stavbo na Lustgartnu. Zgradil jo je Johann Boumann starejši. Grobnice volilnih knezov so prenesli v novo stavbo, stara cerkev je bila porušena. Ta je zajela prostor severno od palače, ki ga še vedno pokriva sedanja stavba.
Leta 1817 se je skupnost Vrhovne župnijske cerkve pod pokroviteljstvom pruskega kralja Friderika Viljema III., tako kot večina pruskih kalvinističnih in luteranskih kongregacij, pridružila skupni krovni organizaciji z imenom Evangeličanska cerkev v Prusiji (pod tem imenom od leta 1821), pri čemer je vsaka kongregacija ohranitev prejšnjega poimenovanja ali sprejetje novega združenega poimenovanja. Skupnost vrhovne župnijske cerkve je sprejela novo poimenovanje pruske unije. Današnji prezbiterij kongregacije nosi v nemščini nenavadno ime: Domkirchenkollegium, dobesedno 'Katedralni kolegij', s čimer spominja na zgodovino cerkve kot kolegialne cerkve.
V začetku 19. stoletja je Karl Friedrich Schinkel preuredil stolnico v preprosti varianti takrat modernega klasicizma, notranjščina 1816/1817, zunanja podoba 1820/1821. Vodilni gradbeni inženir (državni gradbeni vodja) pri prenovi je bil Schinkelov študent in kasneje dvorni arhitekt Mecklenburg-Strelitz Friedrich Wilhelm Buttel.
V 19. stoletju so razpravljali o tem, ali lahko obstoječa, skromna Schinkelnova stolnica, ki je bila rekonstrukcija baročne stolne cerkve, zgrajene pod Friderikom Velikim, še naprej izpolnjuje reprezentativne zahteve monarhije. Na pobudo kralja Friderika Viljema IV. so se odločili zgraditi novo, veličastnejšo stolno cerkev, ki bi bila dvostolpna triladijska bazilika po italijanskem vzoru. Friedrich August Stüler, študent Schinkla, je poskrbel za načrte. Začela so se prva gradbena dela. Temeljni zidovi z nastajajočimi apsidami so bili zgrajeni na otoku. Ob stolnici so bili zgrajeni tudi visoki zidovi načrtovane kraljeve grobnice in grobnica Hohenzollernov, tako imenovanega Campo Santo kralja Friderika Viljema IV. Kraljeva umivalnica, ki je bila na tej lokaciji, je bila prej porušena. Revolucija leta 1848 je sprva prekinila gradbena dela. V kasnejši reakcijski dobi je zanimanje javnosti za projekt bazilike upadlo v korist projekta gradnje kupole. Poleg tega je dvor leta 1854 z dograditvijo grajske kupole dobil novo, veličastno dvorno cerkev. Predstavniški dom v Prusiji je medtem odločal o državnem proračunu. Večina ni bila pripravljena financirati kraljevih ambicioznih gradbenih projektov. To je pomenilo, da so leta 1848 gradbena dela za desetletja zastala.
- Miniatura vrhovne župnijske cerkve v Berlinu, kot jo je zgradil J. Boumann starejši leta 1750
- Vrhovna župnijska cerkev po Schinklovi predelavi, l. 1830

### Sodobna Berlinska stolnica (1893–danes)
Po razgradnji premične notranjosti (oltar, slike, sarkofagi) je bila Boumannova stavba leta 1893 porušena in Julij in Otto Raschdorff, oče in sin, sta zgradila sedanjo vrhovno župnijsko in stolno cerkev v razkošnih oblikah visokega neorenesančnega sloga.
Brez ločitve protestantske cerkve in države Prusije je Viljem II. opravljal funkcijo summus episcopus (vrhovni guverner Evangeličanske državne cerkve starejših pruskih provinc, kot se je imenovala od leta 1875) in država je plačala celotne stroške gradnje v višini 11,5 milijona mark. S 114 metri dolžine, 73 m širine in 116 metrov višine je bila veliko večja od katere koli prejšnje stavbe in je veljala za protestantsko protiutež baziliki svetega Petra v Vatikanu. 27. februarja 1905 so slovesno odprli sedanjo stavbo.
Leta 1940 so udarni valovi zavezniškega bombardiranja odnesli del oken. 24. maja 1944 je bomba z gorljivo tekočino vstopila v strešno laterno kupole. Požara na tem nedosegljivem delu kupole ni bilo mogoče pogasiti. Tako je laterna zgorela in se zrušila v glavno ladjo. Med leti 1949 in 1953 je bila zgrajena začasna streha, ki je ogradila stavbo. 9. maja 1967 je takrat še nerazdeljena Evangeličanska cerkev Unije odločila o odboru za obnovo vrhovne župnijske in stolne cerkve, ki je bila takrat v vzhodnem Berlinu. Vlada Vzhodnonemške demokratične republike ni nasprotovala delu odbora zaradi sočasnega priliva nemških mark.
Leta 1975 se je začela rekonstrukcija, s katero so poenostavili prvotno zasnovo stavbe in podrli severno krilo, Denkmalskirche – spominsko cerkev. Nekateri primerjajo z Medičejsko kapelo, ki je vojno preživela popolnoma nedotaknjena, vendar jo je komunistična vlada iz ideoloških razlogov porušila, ker je bila častna dvorana rodbine Hohenzollern. To je povzročilo, da so se na cerkvi pojavili gradbeni odri za obnovo, medtem ko so na njeno nepoškodovano zadnjo stran uporabili detonacijske naboje. Vlada je zahtevala tudi odstranitev čim več križev. Rušenje in prenova sta stala 800.000 mark, obnova (poceni) pa le 50.000 mark. Gradbena družba Berlinske stolnice si zdaj prizadeva obnoviti Denkmalskirche.
Leta 1980 sta bili krstilnica in poročna cerkev ponovno odprti za bogoslužja. Obnova ladje se je začela leta 1984. 6. junija 1993 je bila ladja ponovno slovesno odprta z dogodkom, ki se ga je udeležil zvezni kancler Helmut Kohl in je bil predvajan po vsej nemški televiziji. Potekala je razprava, da bi kupoli in kupolam, ki jo obdajajo, povrnili prvotno podobo, a do tega zaradi pomanjkanja sredstev ni prišlo.

## Ansambli
K obsežnemu koncertnemu programu stolnice prispevajo lastni zbori (Berliner Domkantorei) in trobilni ansambel (Berliner Dombläser). Berlinska stolnica je tudi glavno mesto delovanja priznanega deškega zbora Staats- und Domchor Berlin, ustanove Univerze za umetnost v Berlinu. Od adventa 2015 The English Choir Berlin, večnacionalni zbor odraslih SATB, vsak mesec ob sobotah zvečer poje Choral Evensong (Domvesper v angleški tradiciji) in občasno zapoje pri nedeljskih jutranjih bogoslužjih.